# Tomás Burgos Sotomayor

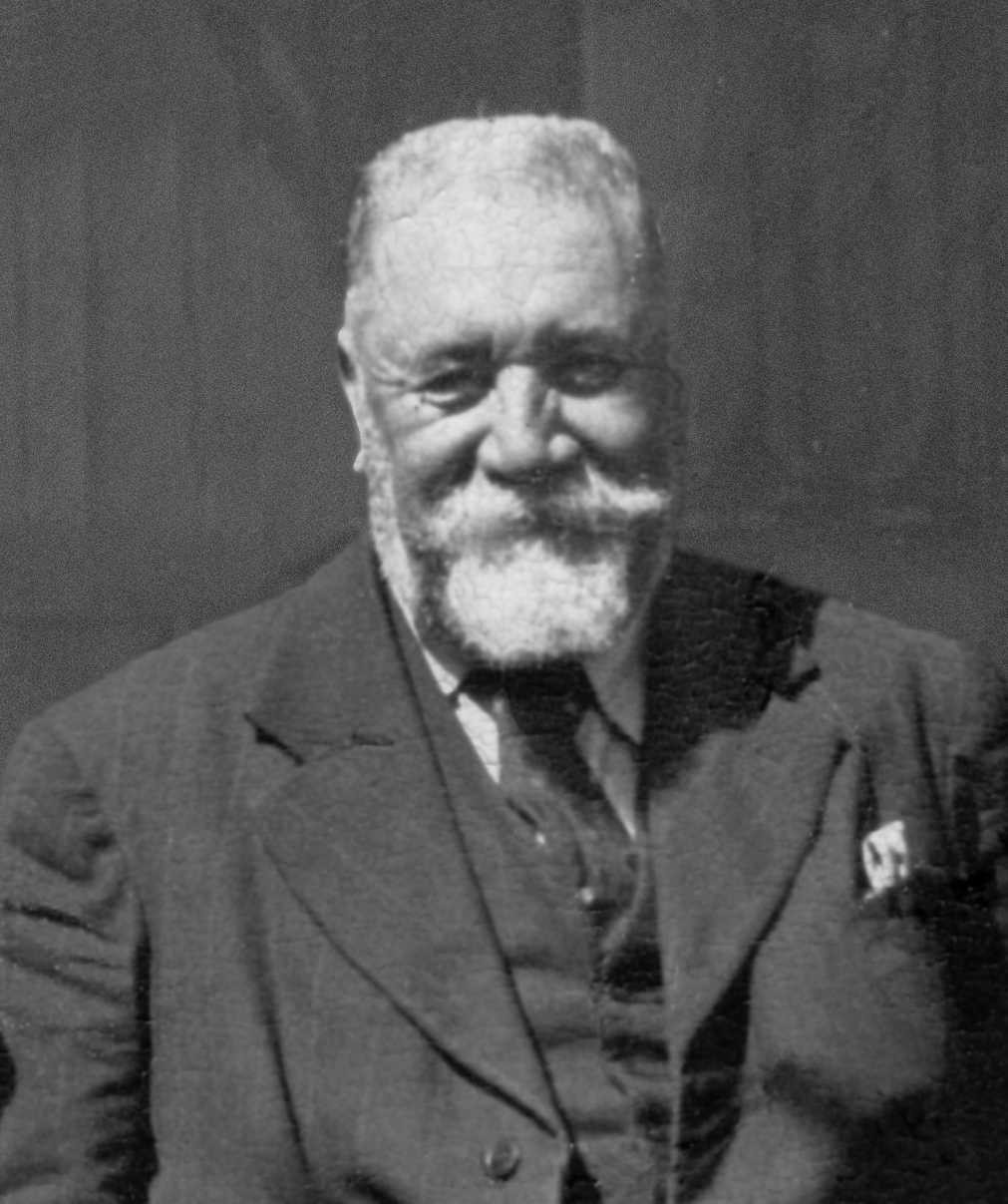
Tomás Burgos Sotomayor.

Tomás Burgos Sotomayor (Osorno, Chile, 18 de septiembre de 1875 - Valdivia, Chile, 19 de agosto de 1945) fue un distinguido hombre público chileno, fundador de la villa Lo Burgos, hoy Purranque.

## Biografía
Burgos Sotomayor fue propietario de varias parcelaciones del predio denominado Dollinco, en la jurisdicción del departamento de Río Negro, el cual había sido adquirido por la familia de su esposa al lonco Railef, dueño de un crecido patrimonio en esa zona.
Alrededor de las posesiones de Burgos comenzó paulatinamente a reunirse un grupo de aldeanos y campesinos, dando origen a un pequeño caserío. Esto motivó, más tarde, la inauguración de una estación de ferrocarriles en el año 1912, contigua al camino rural Crucero.
Tomás Burgos resolvió destinar parte de sus bienes raíces a servir de base para el levantamiento de una nueva comunidad de vecinos, por lo cual dividió los predios y en ellos trazó 32 solares, cuidando de fijar los sitios para la plaza, iglesia, escuelas y algunas oficinas de servicios públicos.
Con el paso de los años, el humilde caserío surgió lentamente gracias a la presencia del ferrocarril. Se construyó una población y un cementerio, y las casas fueron incorporadas al progreso que supuso la instalación de luz eléctrica (1923).
Burgos se vinculó a un gran número de organizaciones de carácter altruista y desempeñó una importante labor en beneficio de los ciudadanos de su terruño.
Contrajo matrimonio en 1903 con Sofía Rosas Durán (1876-1958), hija de los agricultores Félix Rosas Manrique de Lara y de Eustaquia Durán Barrientos, y heredera de las ya citadas hijuelas del fundo Dollinco, en quien dejó a lo menos cuatro hijos.